# Allan Lane
Allan "Rocky" Lane (22 de septiembre de 1909-27 de octubre de 1973) fue un actor cinematográfico estadounidense, estrella de docenas de westerns de serie B en las décadas de 1940 y 1950.

## Biografía
Nacido en Mishawaka, Indiana, su verdadero nombre era Harry Leonard Albershart. La carrera de Lane se inició en 1929 con un papel en Not Quite Decent. Desde 1929 a 1936 actuó en veinticuatro filmes. En 1937 su carrera repuntó, y consiguió el éxito en varias películas, incluyendo The Law West of Tombstone en 1938. Sin embargo, a partir de 1940 su trabajo se orientó hacia los westerns, donde conseguiría su mayor fama. Su primer gran éxito en el género llegó con King of the Royal Mounted, serial cinematográfico realizado en 1942, y adaptación de la obra de Zane Grey King of the Royal Mounted, interpretando Lane el papel principal. Protagonizó varios títulos acerca de la Policía Montada del Canadá, incluyendo los seriales The Yukon Patrol y King of the Mounties. 
Desde 1940 a 1966 hizo un total de ochenta y dos actuaciones, tanto en el cine como en la televisión, siendo la mayor parte westerns rodados en la década de 1950. Uno de sus trabajos más curiosos consistió en dar voz al caballo parlante de la serie televisiva Mister Ed.
Se retiró en 1966, y residía en Woodland Hills (Los Ángeles), California, en el momento de su fallecimiento en 1973 a causa de un cáncer. Fue enterrado en el Cementerio Inglewood Park de Inglewood, California.